# 1 Dywizja Jazdy

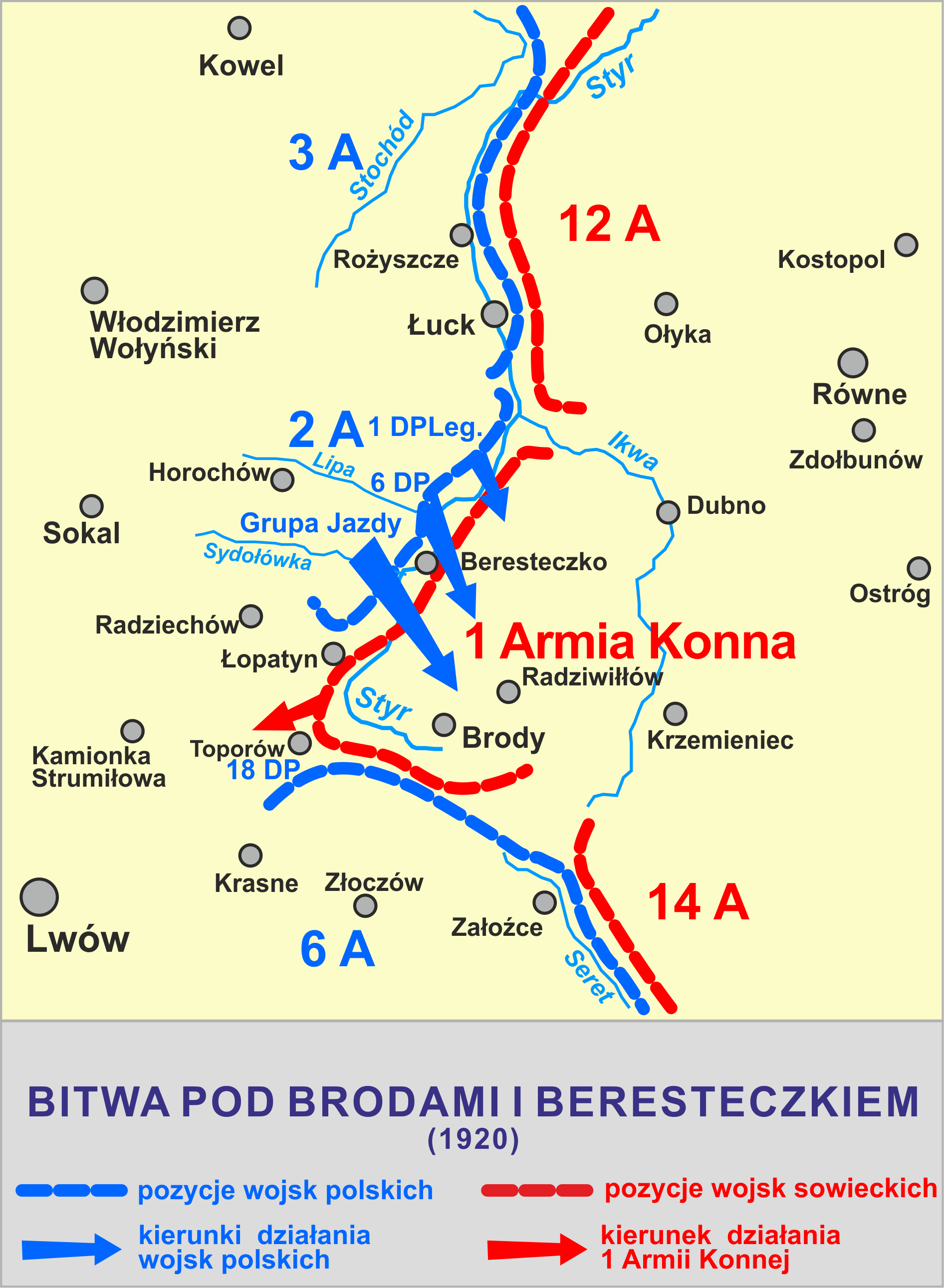
29 lipca – 3 sierpnia 1920

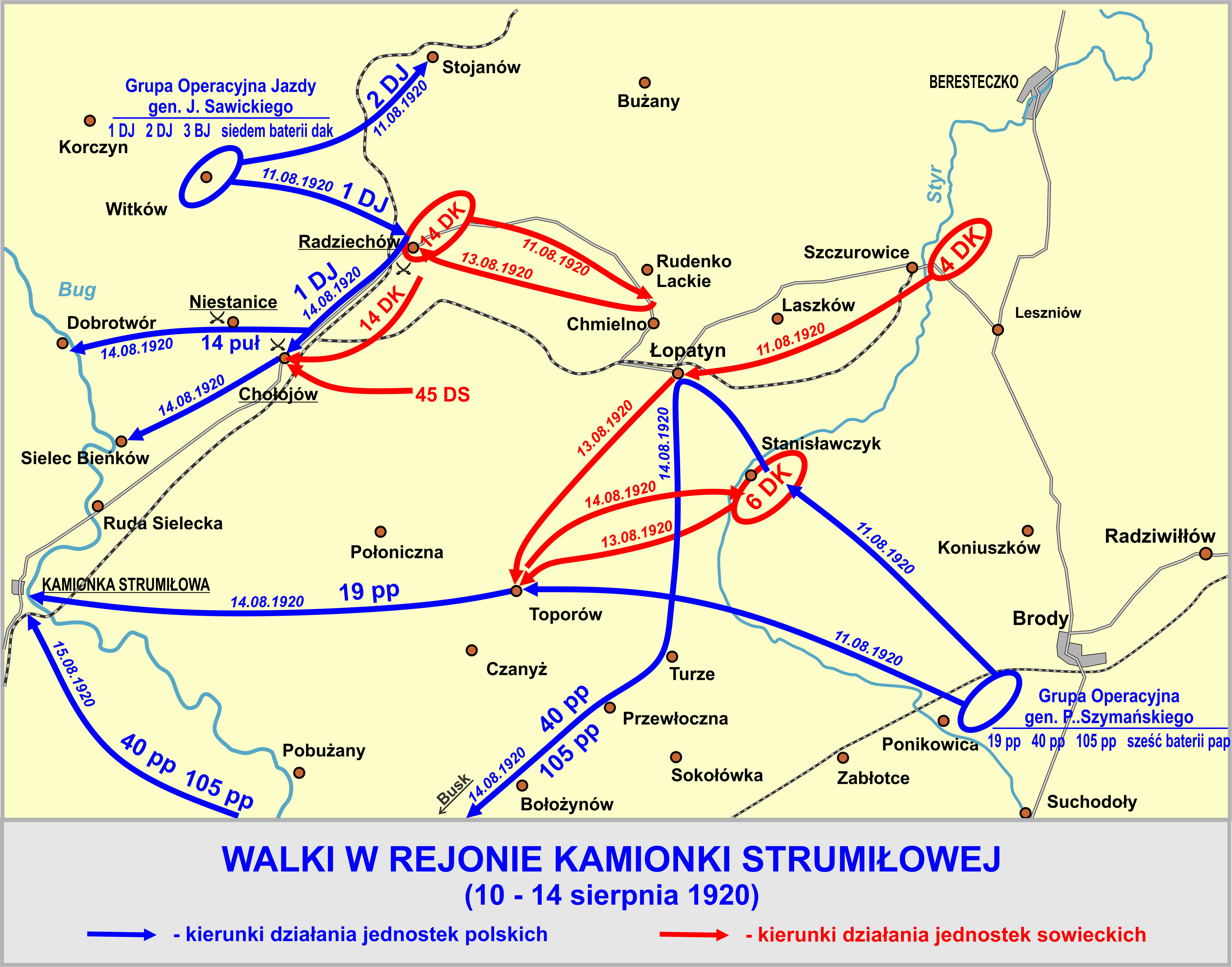

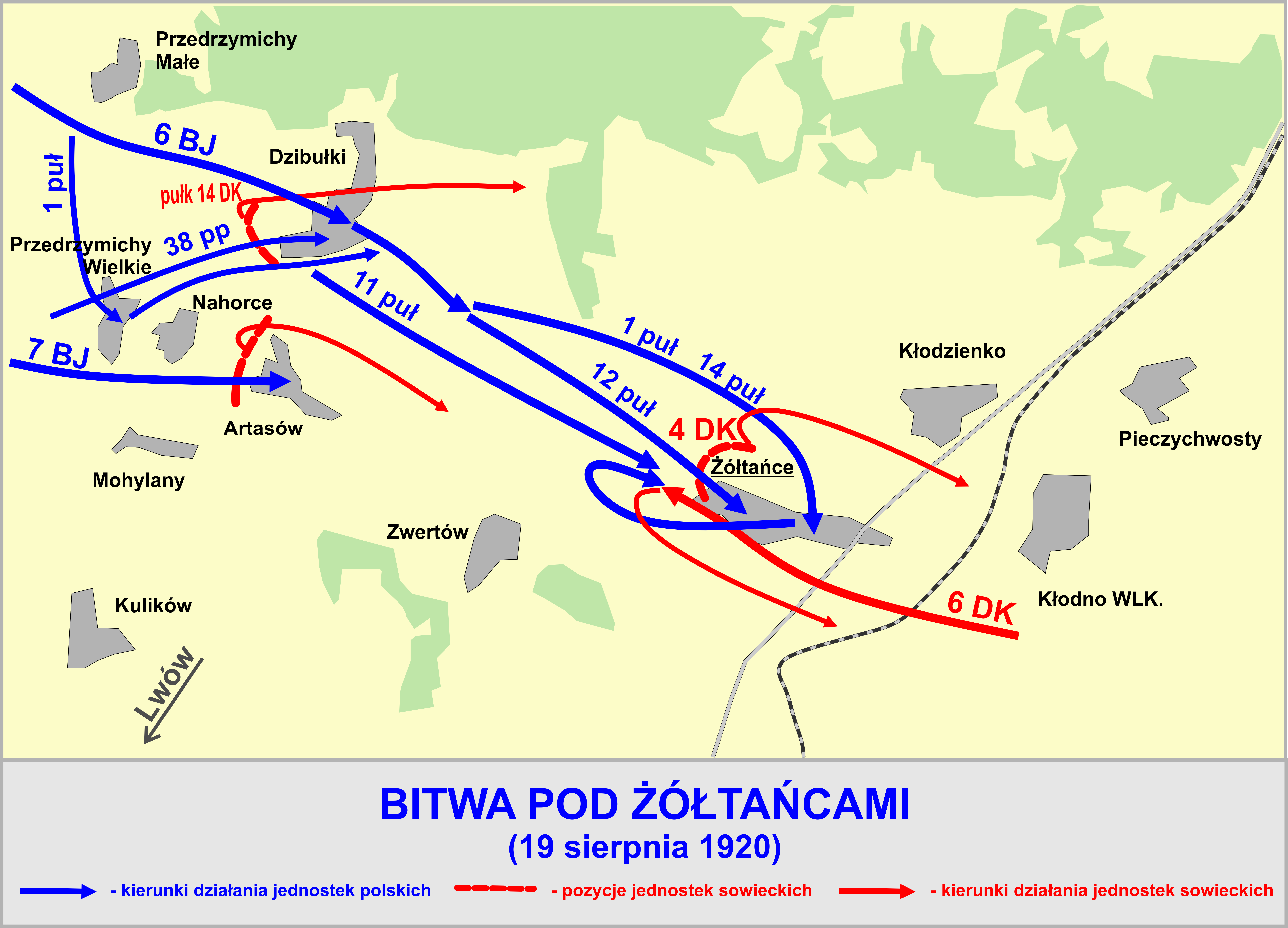

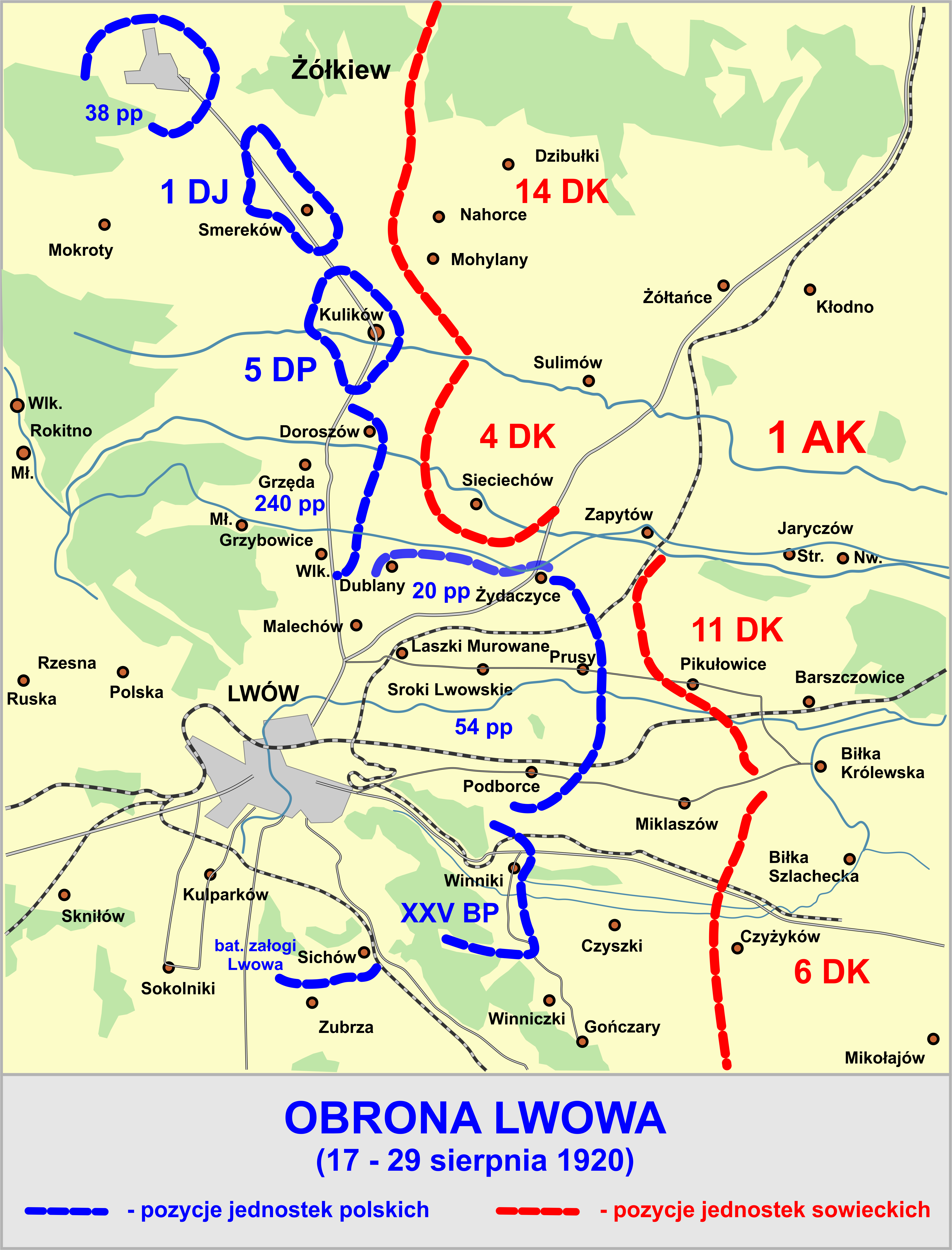

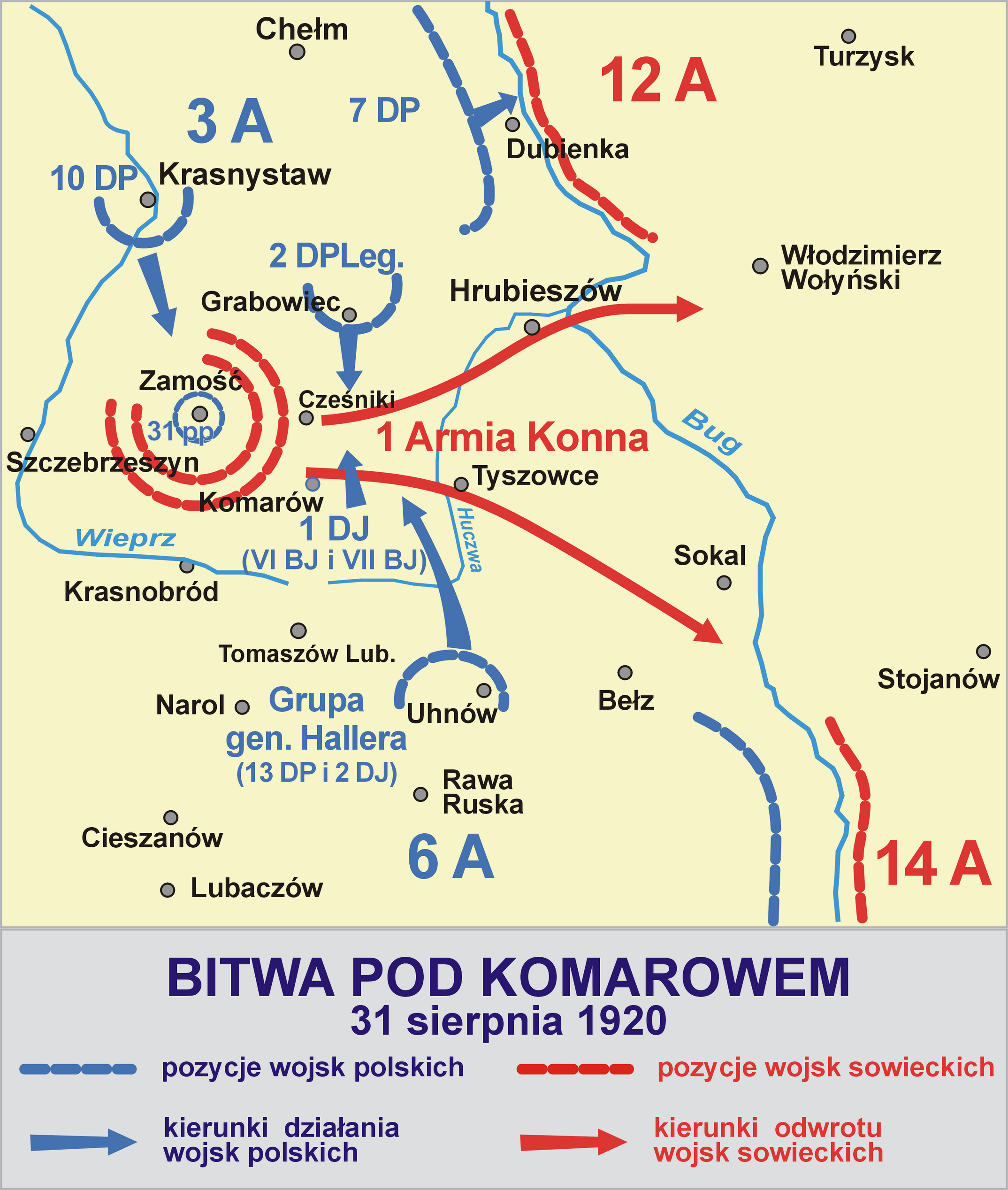
Bitwa pod Komarowem 1920

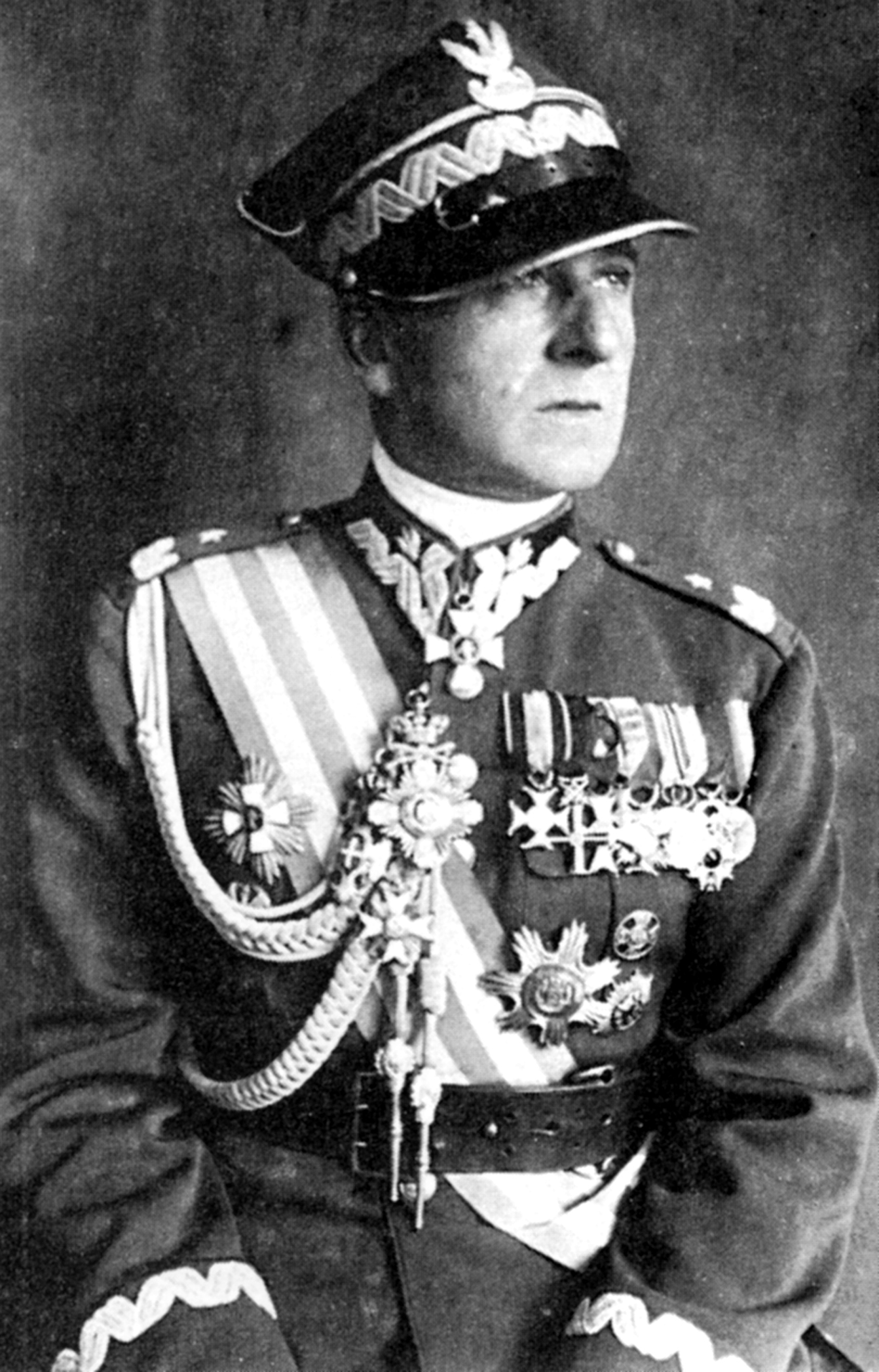
Bolesław Wieniawa-Długoszowski, szef sztabu 1 DJ

1 Dywizja Jazdy – wielka jednostka kawalerii Wojska Polskiego w II Rzeczypospolitej.
1 Dywizja Jazdy powstała formalnie w połowie lipca 1920. W 1924 przeformowana w 1 Dywizję Kawalerii.

## Skład organizacyjny
4 sierpnia 1920
- 6 Brygada Jazdy (1, 9, 14 puł)
- 4 Brygada Jazdy (16 puł, 1 pszw.)

W trakcie bitwy pod bitwa pod Radziechowem, w godzinach wieczornych 12 sierpnia do sztabu dywizji nadszedł rozkaz z Naczelnego Dowództwa WP. Na jego podstawie nastąpiło rozwiązanie Grupy Operacyjnej Jazdy gen. Sawickiego. Z dziewięciu pułków ułanów zostały utworzone trzy brygady zespolone w nowej 1 Dywizji Jazdy pod dowództwem płk. Rómmla.
| Struktura dywizji 4 sierpnia 1920 | Struktura dywizji 4 sierpnia 1920 | Struktura dywizji po reorganizacji. | Struktura dywizji po reorganizacji. |
| Brygady jazdy                     | Pułki jazdy                       | Brygady jazdy                       | Pułki jazdy                         |
| --------------------------------- | --------------------------------- | ----------------------------------- | ----------------------------------- |
| 4 Brygada Jazdy                   | 16 pułk ułanów                    | 1 Brygada Jazdy                     | 5 pułk ułanów                       |
| 4 Brygada Jazdy                   | 1 pułk szwoleżerów                | 1 Brygada Jazdy                     | 11 pułk ułanów                      |
| 6 Brygada Jazdy                   | 1 pułk ułanów                     | 1 Brygada Jazdy                     | 17 pułk ułanów                      |
| 6 Brygada Jazdy                   | 9 pułk ułanów                     | 6 Brygada Jazdy                     | 1 pułk ułanów                       |
| 6 Brygada Jazdy                   | 14 pułk ułanów                    | 6 Brygada Jazdy                     | 12 pułk ułanów                      |
|                                   |                                   | 6 Brygada Jazdy                     | 14 pułk ułanów                      |
| 7 Brygada Jazdy                   | 2 pułk szwoleżerów                |                                     |                                     |
| 7 Brygada Jazdy                   | 8 pułk ułanów                     |                                     |                                     |
| 7 Brygada Jazdy                   | 9 pułk ułanów                     |                                     |                                     |

## Żołnierze dywizji
| Obsada personalna dowództwa dywizji w okresie VIII–X 1920 | Obsada personalna dowództwa dywizji w okresie VIII–X 1920 |
| Stanowisko                                                | Stopień, imię i nazwisko                                  |
| --------------------------------------------------------- | --------------------------------------------------------- |
| Dowódca dywizji                                           | płk Juliusz Rómmel                                        |
| Szef sztabu                                               | rtm. p. d. szt. gen. Aleksander Pragłowski                |
| Adiutant                                                  | por. Władysław Kaliszek                                   |
| Adiutant                                                  | por. Józef Świerczyński (od 19 VIII)                      |
| Adiutant                                                  | ppor. Jerzy Deskur                                        |
| Oficer ordynansowy                                        | por. Władysław Jakubowski                                 |
| Oficer ordynansowy                                        | ppor. Adam Stojowski (od 13 VIII)                         |
| Szef oddziału I                                           | ppor. ad. szt. Jakub Sawicki                              |
| Oficer oddziału                                           | ppor. Dąmbski                                             |
| Szef oddziału II                                          | por. Józef Moszyński                                      |
| Szef oddziału III                                         | rtm. Józef Świerczyński                                   |
| Szef oddziału III                                         | por. Skarbek                                              |
| Oficer oddziału                                           | por. Stefan Lasocki                                       |
| Oficer oddziału                                           | ppor. Gromnicki                                           |
| Oficer oddziału                                           | ppor. Adam Stojowski (do 13 VIII)                         |
| Szef oddziału IV                                          | por. Krogulski                                            |
| Oficer oddziału                                           | ppor. Obertyński                                          |
| Szef intendentury                                         | por. Józef Bukowczan                                      |
| Oficer szefostwa                                          | ppor. Augustyniak                                         |
| Referent żywnościowy                                      | ppor. Piotr Przechera (od 1IX)                            |
| Szef łączności                                            | ppor. Kazimierz Żydło                                     |
| Szef sanitarny                                            | kpt. Stanisław Skudro                                     |
| Szef weterynarii                                          | mjr lek. wet. Tytus Badowski (od13 IX)                    |
| Referent taborów                                          | ppor, Aleksander Stasiak                                  |
| Referent techniczny                                       | por. Ksawery Szymanowski                                  |
| Referent uzbrojenia                                       | kpt. Fryderyk Choms                                       |
| Proboszcz dywizji                                         | ks. kap. Józef Czach                                      |
| Kierownik sądu polowego                                   | mjr KS dr Otton Kazimierz Wilecki                         |
| Oficer sądu                                               | por. KS Roman Poznański                                   |
| Oficer sądu                                               | ppor./por. KS Ignacy Szabłowski                           |
| Oficer sądu                                               | ppor. Władysław Wołowski                                  |
| Oficer łącznikowy                                         | kpt. Germain Mosslard                                     |
| Kierownik stołowni oficerskiej                            | por. Maksymilian Kubiak                                   |
| Oficer dowództwa                                          | por. Józef Poznański                                      |
| Oficer dowództwa                                          | pchor. Bohomazow                                          |
| Oficer dowództwa                                          | pchor. Plater                                             |
| Oficer dowództwa                                          | pchor. Smorczewski                                        |
| Oficer dowództwa                                          | pchor. Leon Ziemba                                        |